# Кребс, Ханс Адольф
Ханс Адольф Кребс (нем. Hans Adolf Krebs; 25 августа 1900, Хильдесхайм — 22 ноября 1981, Оксфорд) — немецко-английский биохимик. Лауреат Нобелевской премии по физиологии и медицине (1953).
Член Лондонского королевского общества (1947), иностранный член Национальной академии наук США (1964). Рыцарь-бакалавр (1958).

## Биография
Родился в еврейской семье в Хильдесхайме, откуда происходила его мать Альма Кребс (урождённая Давидсон, 1870—1919). Его отец Георг Кребс (1875—1950), уроженец Луштадта, был оперирующим врачом-оториноларингологом. Ханс Кребс был средним из троих детей. Окончил гимназию Андреанум в Хильдесхайме.
- 1919—1924: учился в Гёттингене, Фрайбурге, Мюнхене, Берлине
- 1924—1930: работал у Отто Варбурга
- С 1930: работал в клинике
- 1932—1933: преподавал в Фрайбургском университете, откуда в силу еврейского происхождения после прихода к власти нацистов был уволен в апреле 1933 года.
- 1933—1935: работал в Кембриджском университете, куда был принят в июле 1933 года при содействии Ф. Г. Хопкинса.
- 1935—1954: работал в Шеффилдском университете
- 1954—1967: работал в Оксфордском университете
- С 1967 — профессор Королевской больницы в Оксфорде

Внёс основной вклад в разработку цикла трикарбоновых кислот (цикл Кребса). В 1932 описал орнитиновый цикл синтеза мочевины в печени животных.
Сын — зоолог Джон Кребс (род. 1945).

## Награды и признание
- 1953 — Премия Альберта Ласкера за фундаментальные медицинские исследования, «За открытие циклов мочевины и лимонной кислоты, которые являются основой нашего понимания того, как организм преобразует пищу в энергию»
- 1953 — Нобелевская премия по физиологии или медицине (совместно с Фрицем Липманом), «За открытие цикла лимонной кислоты.»
- 1954 — Королевская медаль, «В знак признания его открытия двух ключевых реакций в метаболизме животных и за его выдающийся вклад в изучение энергетики клетки»
- 1961 — Медаль Копли, «В знак признания его выдающегося вклада в биохимию, в частности, его работы по циклам орнитина, трикарбоновых кислот и глиоксилата»
- 1969 — Медаль Отто Варбурга[англ.]
- 1971 — Premio Lección Conmemorativa Jiménez Díaz[исп.]
- 1972 — Орден Pour le Mérite

В его честь названа Медаль Ханса Кребса.